# Grosse Tête (Maurienne)
Pour les articles homonymes, voir Grosse Tête.
La Grosse Tête est un sommet situé à 2 567 m d'altitude dans le massif de la Vanoise dans la commune française d'Orelle en Savoie, dans la région Auvergne-Rhône-Alpes.

## Toponymie
Selon Adolphe Gros, « le mot tête s'emploie pour désigner le sommet d'une montagne ». Sur la carte produite par l’IGN dans les années 1950, le sommet est nommé « Grasse Tête ». Ainsi, c'est donc un adjectif d'apparence associé au relief qui est utilisé dans ce nom.

## Géographie

### Situation
La Grosse Tête est située à 2 567 mètres d'altitude dans la commune d'Orelle en Savoie, au nord-est du crêt Fénère, au sud-est de l'aiguille de Bertin et du mont Bréquin, au sud de la cime de Caron et face à la pointe Rénod à l'est. La chapelle Notre-Dame-des-Anges d'Orelle se trouve à ses pieds au sud et les lacs de la Grande Goye au nord.

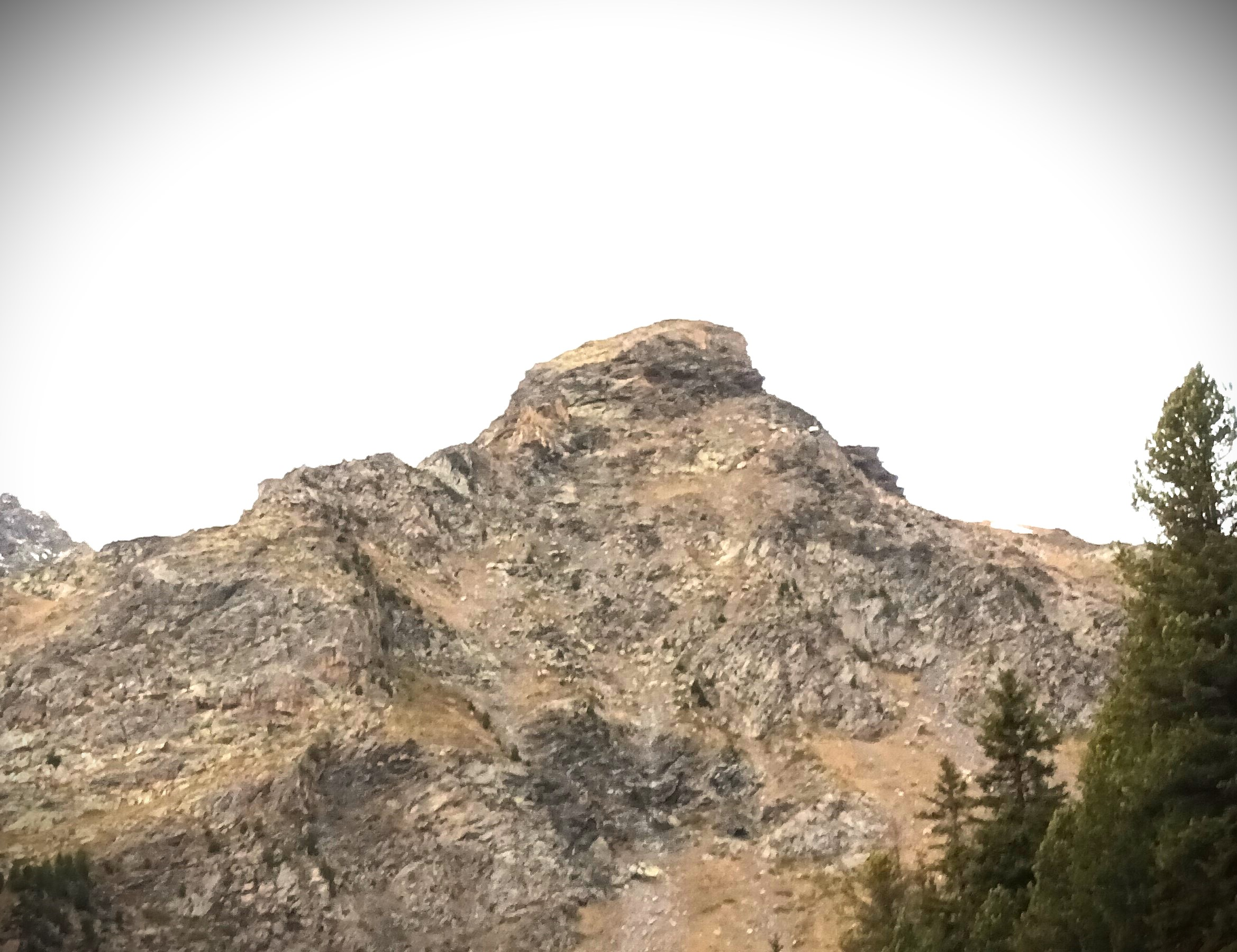
Vue de la face sud du sommet, depuis la combe de l'Arcelin.
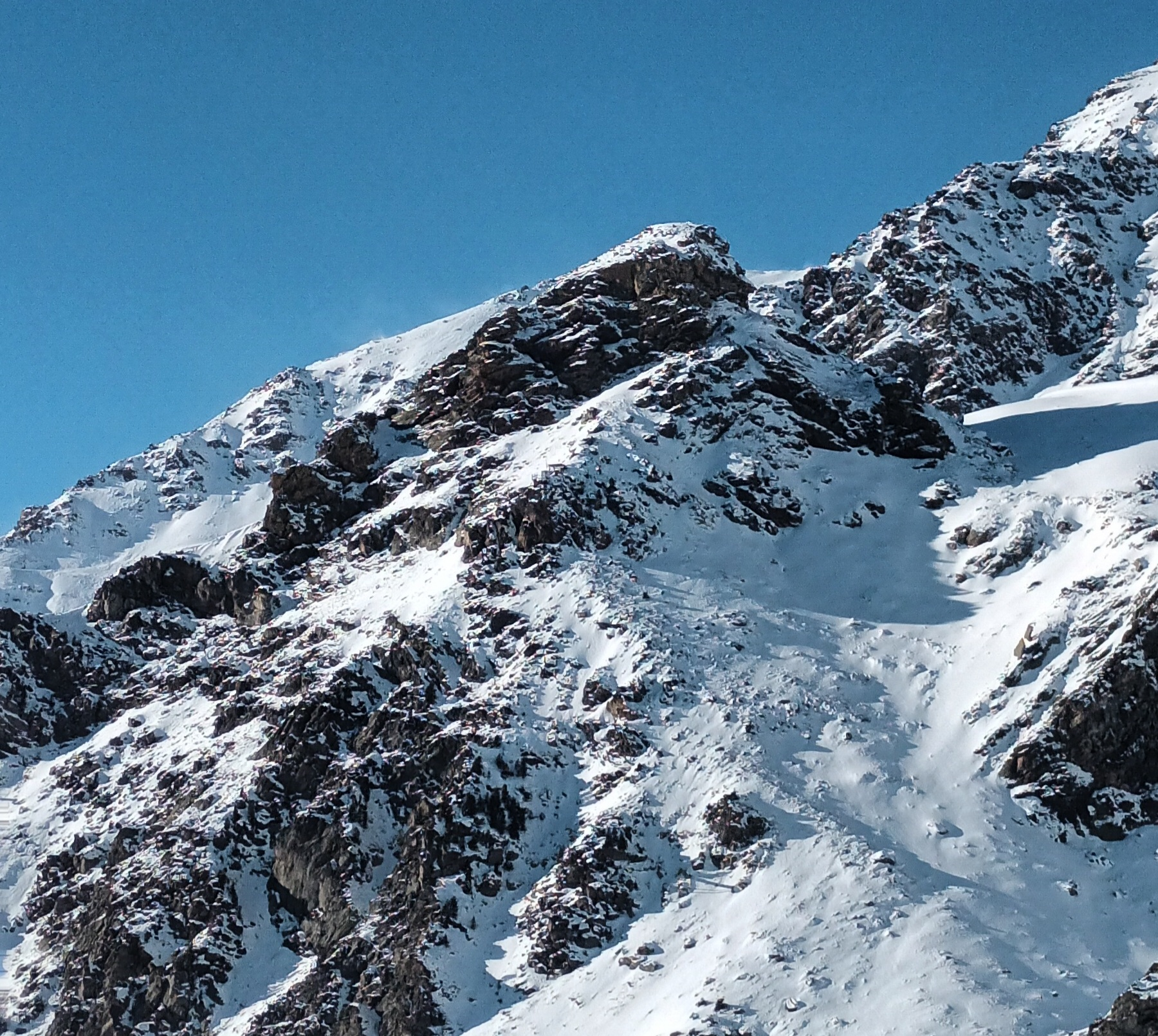
Face est du sommet enneigé.
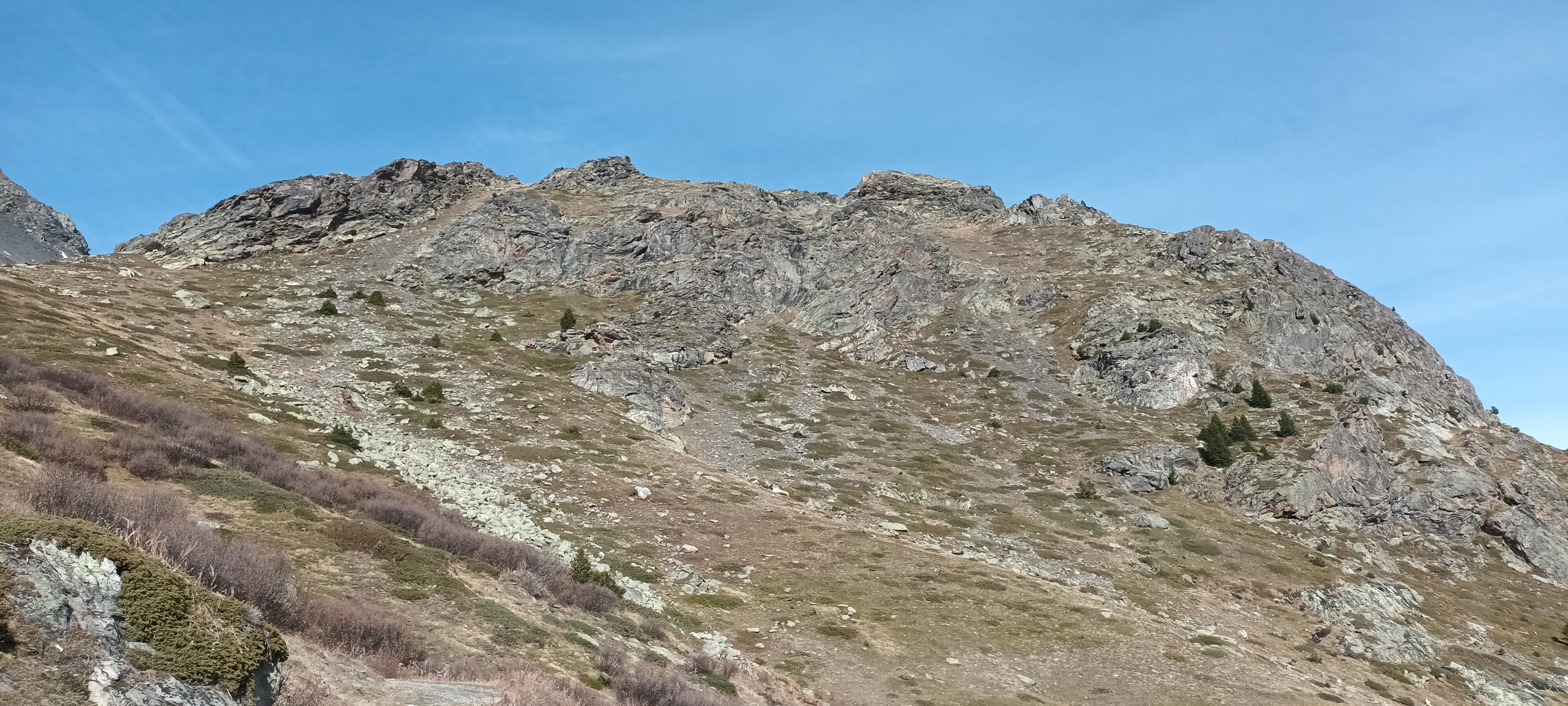
La face ouest du sommet, et ses crêtes septentrionales.
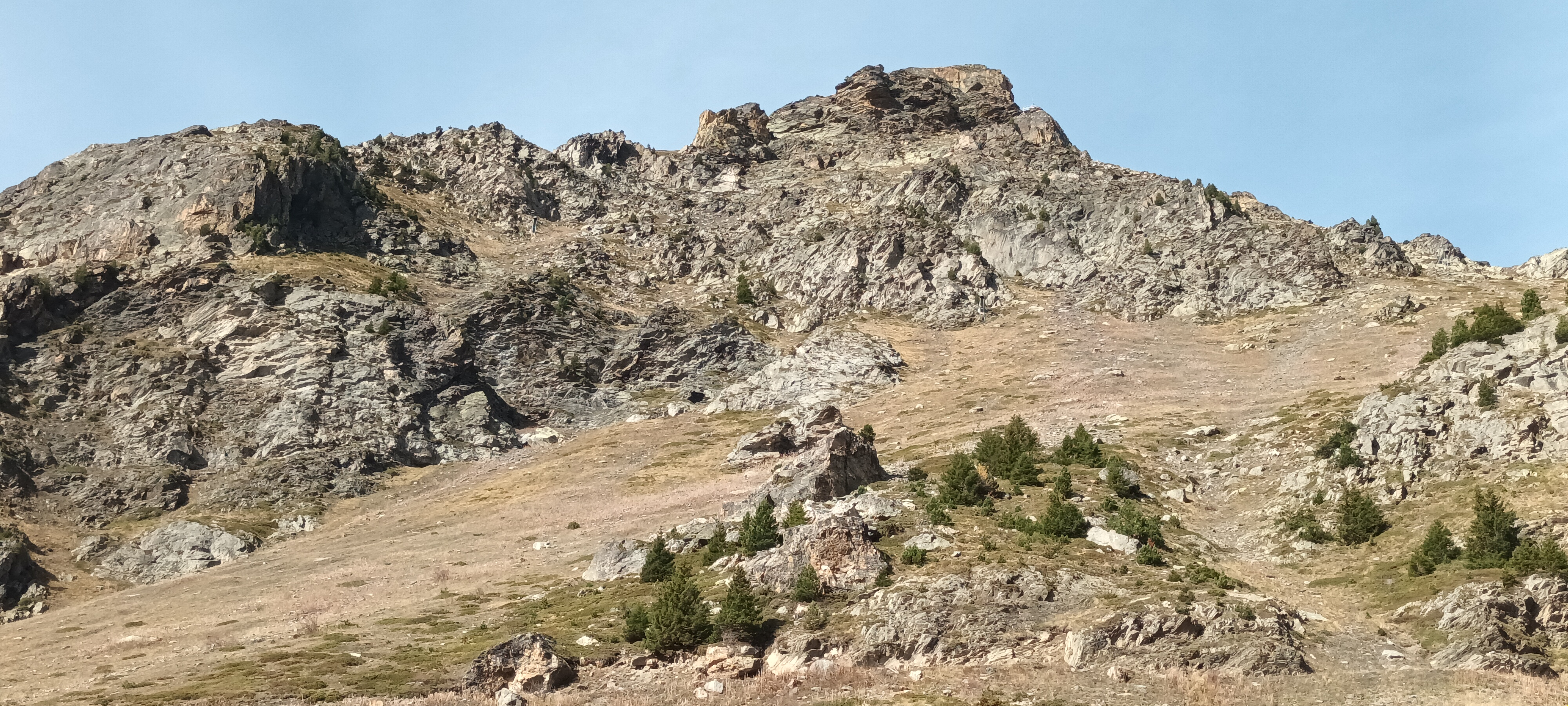
Vue générale de la Grosse Tête depuis la combe de l'Arcelin.

### Géologie
Ce versant de la Maurienne sous le mont Bréquin, la cime de Caron, la pointe de Thorens ou encore la pointe Rénod est constitué de la formation de la Tarentaise caractérisée par des terrains houillers schisto-gréseux datant du début du Carbonifère, de 323 à 299 Ma (Namurien et Westphalien).
La Grosse Tête ne fait pas exception, étant composée de conglomérats, de grès et de schistes comportant des zones charbonneuses (particulièrement sous forme d'anthracite). Le sommet est entouré de dépôts morainiques, d'éboulis et les restes d'un ancien glacier rocheux au nord.

## Accès

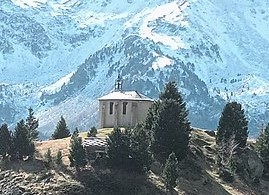
La Grosse Tête est située au nord de la chapelle Notre-Dame-des-Anges d'Orelle.

L'emprunt de la piste forestière de l'Arcelin est possible afin d'arriver au parking de l'Arcelin, dominé par la chapelle Notre-Dame-des-Anges d'Orelle. D'ici, on peut continuer de marcher en suivant ladite piste. Après Plan-Py, il suffit de suivre le sentier est des lacs de la Grande Goye depuis Plan-Bouchet pour rejoindre le sommet central de la Grosse Tête.